# Rue Voltaire (Nantes)
Pour les articles homonymes, voir Rue Voltaire.
La rue Voltaire est une rue de Nantes, au cœur du centre historique classique du XVIIIe siècle. Elle abrite le musée Dobrée et le Muséum d'histoire naturelle.

## Situation et accès
Située dans le centre-ville, la rue Voltaire est une voie publique partant de la place Graslin en direction de l'ouest de la ville ; elle aboutit à la place Eugène-Livet où elle est prolongée par la rue Dobrée. Elle rencontre successivement, d'est en ouest, les rues Gresset, Lesage, Athénas, des Cadeniers, Hippolyte-Durand-Gasselin (par l'intermédiaire de la place Jean-V), Flandres-Dunkerque-40 et de la Rosière-d'Artois. Elle est bitumée et en grande partie ouverte à la circulation automobile ; seule la section orientale, depuis la rue Gresset, est piétonne.
La voie, entre la rue Lesage et la place Eugène-Livet, marque la limite nord-ouest du secteur sauvegardé de Nantes. Sur ce tronçon, la partie nord de la rue (numéros pairs), qui abrite le muséum d'histoire naturelle et le musée départemental Thomas-Dobrée, ne fait pas partie du secteur protégé.

## Origine du nom
Elle rend hommage à François-Marie Arouet, dit Voltaire (1694-1778), écrivain et philosophe des Lumières.

## Historique
L'histoire de la rue Voltaire commence en 1777 avec le projet de Jean-Joseph-Louis Graslin, receveur général des fermes du royaume, qui souhaite créer un nouveau quartier sur la butte rocheuse à l'ouest de la ville. Graslin réussit à rallier la municipalité de Nantes à son projet et travaille en partenariat avec l'architecte-voyer de la ville, Jean-Baptiste Ceineray, à partir de 1779. Le projet prévoit alors la construction d'une place en haut de la butte, d'où partiraient trois rues : l'une vers le quai de la Fosse, une autre vers l'actuelle rue du Calvaire et la troisième vers l'actuelle place Royale. C'est-à-dire que la rue Voltaire n'est pas prévue dans ce projet.
La démission de Jean-Baptiste Ceineray, en 1780, et son remplacement par son élève Mathurin Crucy remet en cause ce plan. La municipalité a en effet décidé d'édifier un théâtre sur la future place et confie à Mathurin Crucy le soin de l'intégrer au projet. Graslin et Crucy entretiennent d'assez mauvais rapports et entrent en concurrence. En 1783, Mathurin Crucy présente un plan sur lequel la place est rectangulaire, le théâtre figurant sur le plus grand côté. Graslin se fait aider par l'architecte François-Léonard Seheult pour établir le plan d'une place en hémicycle inspirée de la place de l'Odéon, à Paris. Le projet retenu combine les deux plans puisqu'une place en hémicycle percée de huit rues est finalement bâtie. L'une de ces rues est l'actuelle rue Voltaire. Les travaux s'achèvent en 1790.
Tout d'abord baptisée, le 13 novembre 1787, « rue Penthièvre » , du nom d'un pays traditionnel de Bretagne, et d'une vieille famille de la noblesse bretonne, la rue voit alors son tracé délimité. La rue a déjà son tracé actuel puisqu'elle relie la place Graslin à la rue de la Rosière-d'Artois. Elle n'est prolongée que de quelques mètres lors de la création de la « place Notre-Dame », actuelle place Eugène-Livet, en 1823,.
Cependant, la rue traverse une zone encore en friche ; elle est bordée par des chantiers de bois à brûler et passe le long des vestiges du manoir de la Touche et non loin d'une corderie en ruine.
En 1817, Louis XVIII autorise la municipalité à démolir l'ancien hôtel de la Monnaie, dans le quartier du Bouffay pour en construire un nouveau. En 1820, son choix s'arrête sur la rue Penthièvre pour accueillir le nouvel hôtel de la Monnaie. L'édifice n'est achevé qu'en 1826 et sa construction entraîne l'urbanisation de tout le quartier qui l'entoure. La « rue Penthièvre » devient alors l'une des voies du cœur du nouveau centre de Nantes, au XIXe siècle. La rue est nommée « rue Voltaire » (avant 1835). On cesse la frappe de la monnaie dès 1835 et l'hôtel change de vocation en 1837 : il devient tour à tour palais de justice puis école des Sciences et Lettres entre 1854 et 1871. À partir de 1875, le bâtiment et les terrains voisins accueillent le muséum d'histoire naturelle (encore d'actualité), auquel se joint en 1900 l'École supérieure de commerce de Nantes, qui s'installera ensuite en 1970 sur le campus du Petit-Port dans le quartier Nantes Nord, au no 8 de la route de la Jonelière.
La vocation culturelle de la rue s'intensifie en 1896 avec l'ouverture au public du musée Dobrée. Le collectionneur Thomas Dobrée lègue au département de Loire-Inférieure, en 1894, ses collections et le palais qu'il a fait construire pour les accueillir en 1862.

## Bâtiments remarquables et lieux de mémoire
Le muséum d'histoire naturelle occupe un bâtiment, édifié entre 1821 et 1826, qui abrite successivement l'hôtel de la Monnaie, le palais de justice, une école de sciences et une école de commerce. En 1875, après des travaux de rénovation, le lieu héberge le muséum d'histoire naturelle.
La rue Voltaire borde l'ancienne propriété de Thomas Dobrée, aujourd'hui musée départemental Thomas-Dobrée. La voie longe plus particulièrement le manoir de la Touche, édifié entre 1425 et 1440 par le cardinal Jean de Malestroit), et une extension construite en 1974, à l'angle formé avec la rue de la Rosière-d'Artois.
Au no 4 de la rue Voltaire se trouve l'ancien hôtel particulier de Mme Say, construit en 1859 par Joseph-Fleury Chenantais. La façade, légèrement en retrait, offre une décoration éclectique, avec des colonnes à chapiteaux et un fronton. L'hôtel est occupé de 1900 à 1926 par les salons Turcaud, célèbre traiteur nantais qui y aménage un établissement de réceptions pour cérémonies mondaines et banquets, et une salle de bal. Le bâtiment est occupé, auparavant, par le cercle des beaux-arts,. En 1926, il devient le siège du Crédit nantais puis le siège d'une agence bancaire du groupe CIC. Depuis 2019, une plateforme proposant location de bureaux et salles événementielles pour startups et services innovation de grand groupe occupe les lieux nommés dorénavant « Le Palace ».

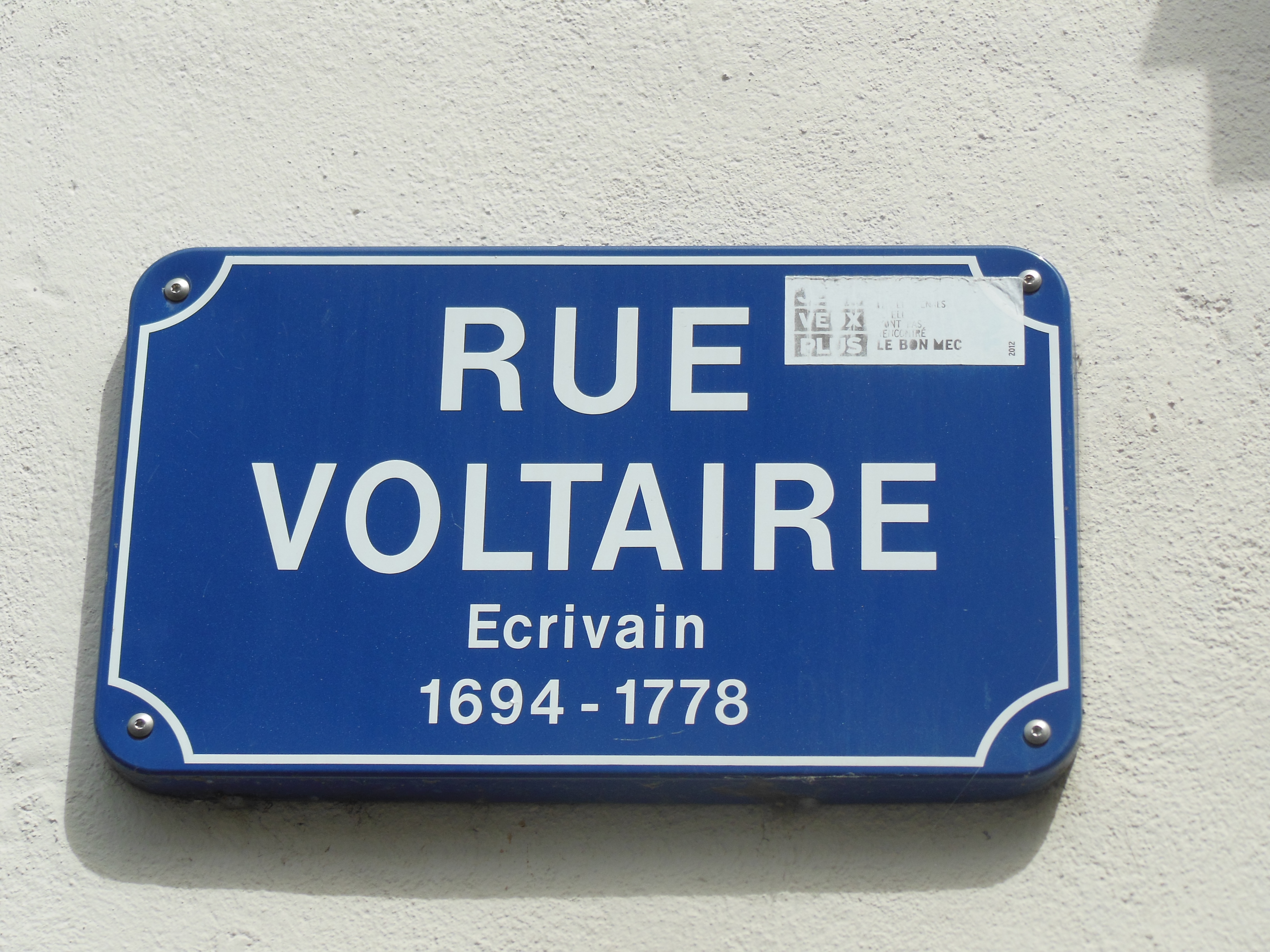
Panneau actuel.
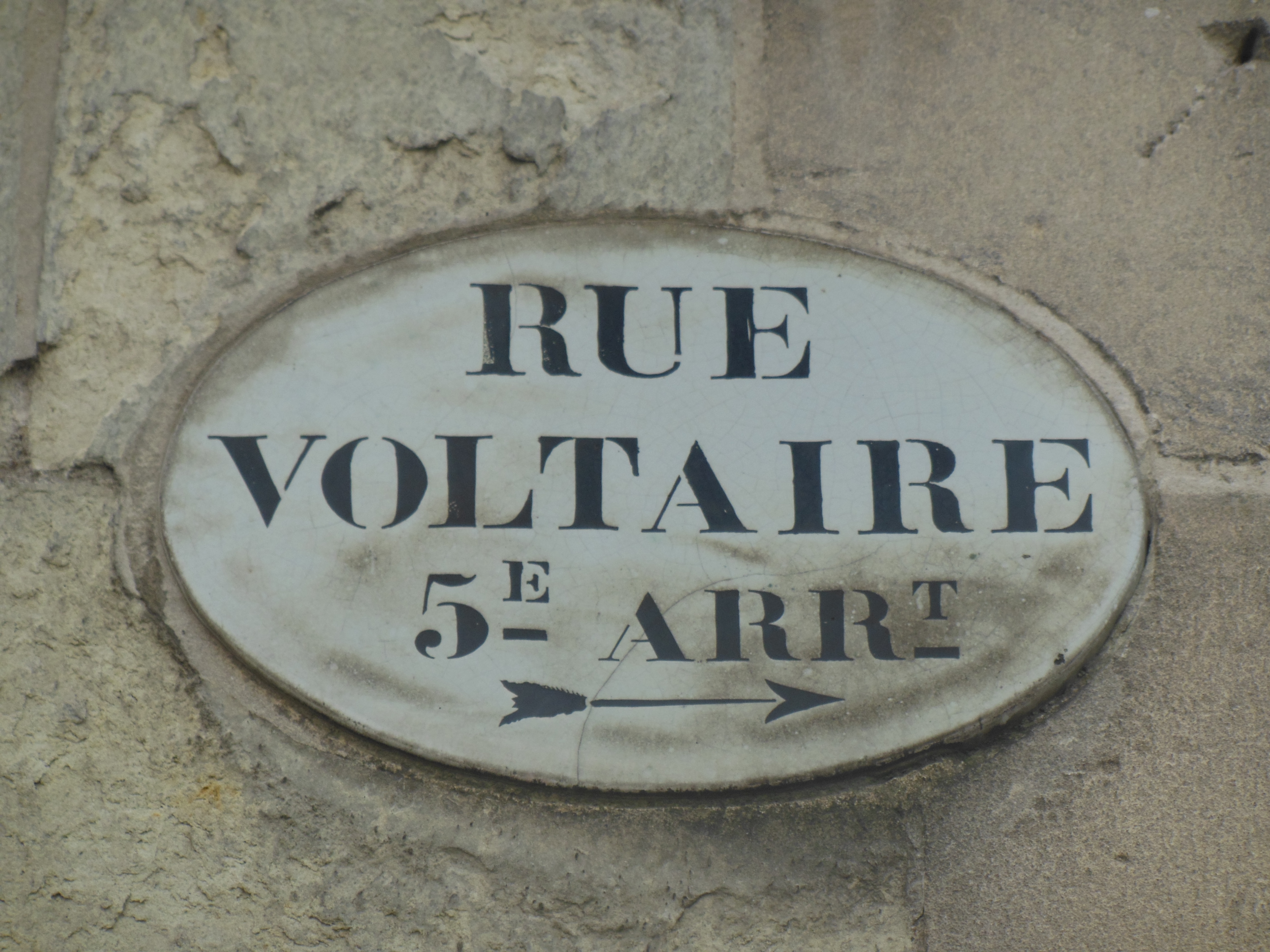
Panneau ancien.
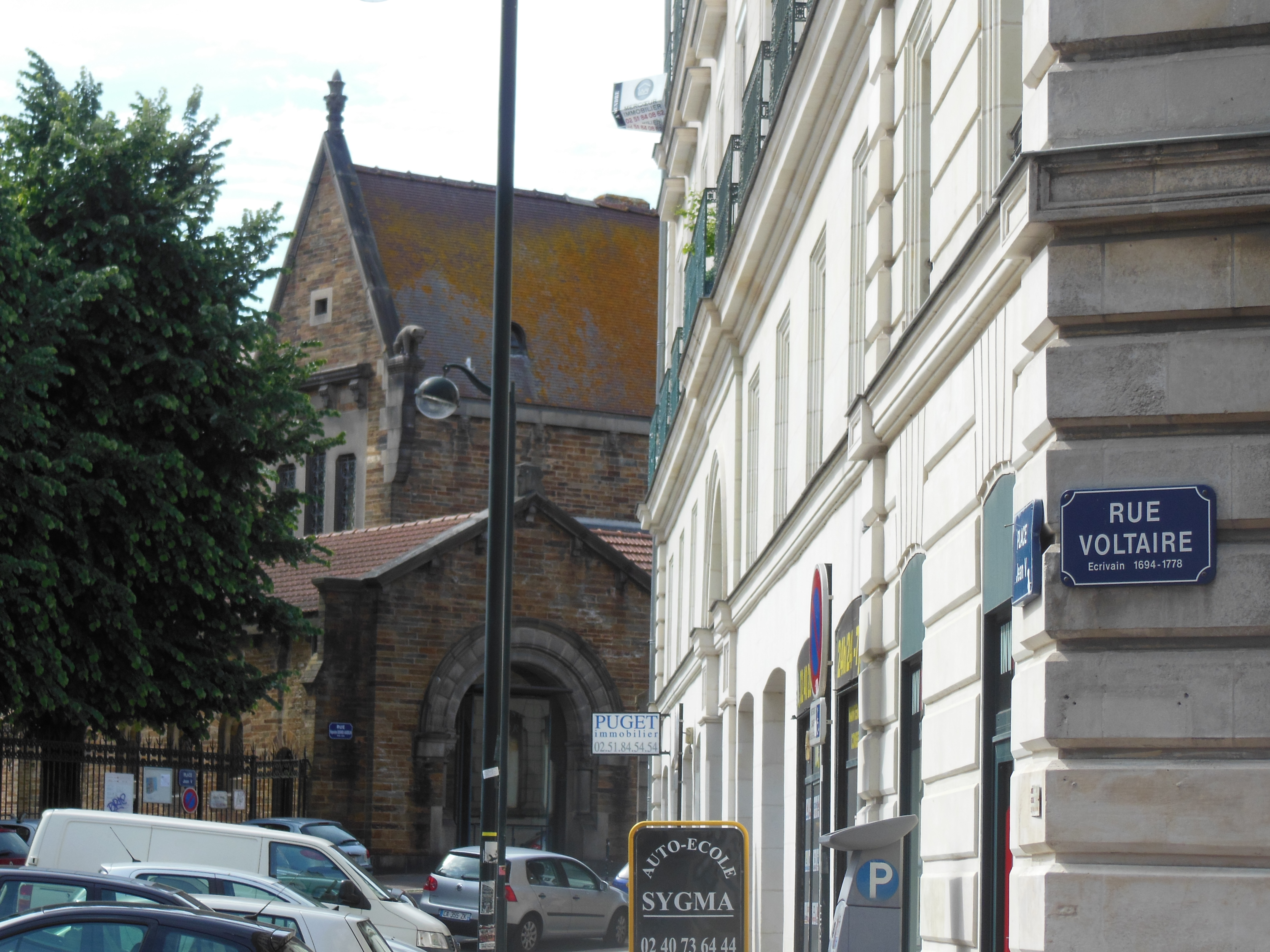
Vue du musée Dobrée.
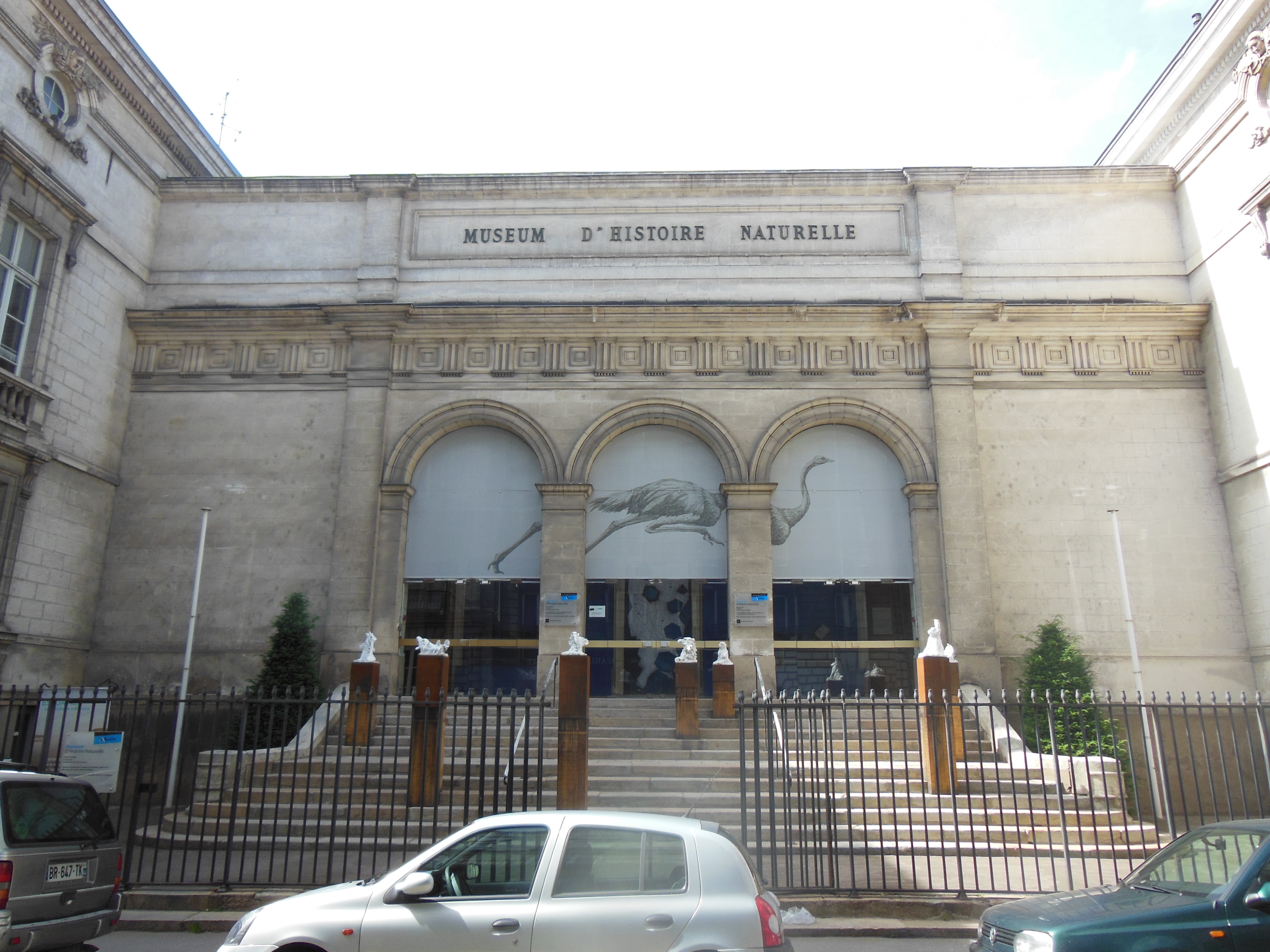
Façade du muséum d'histoire naturelle.
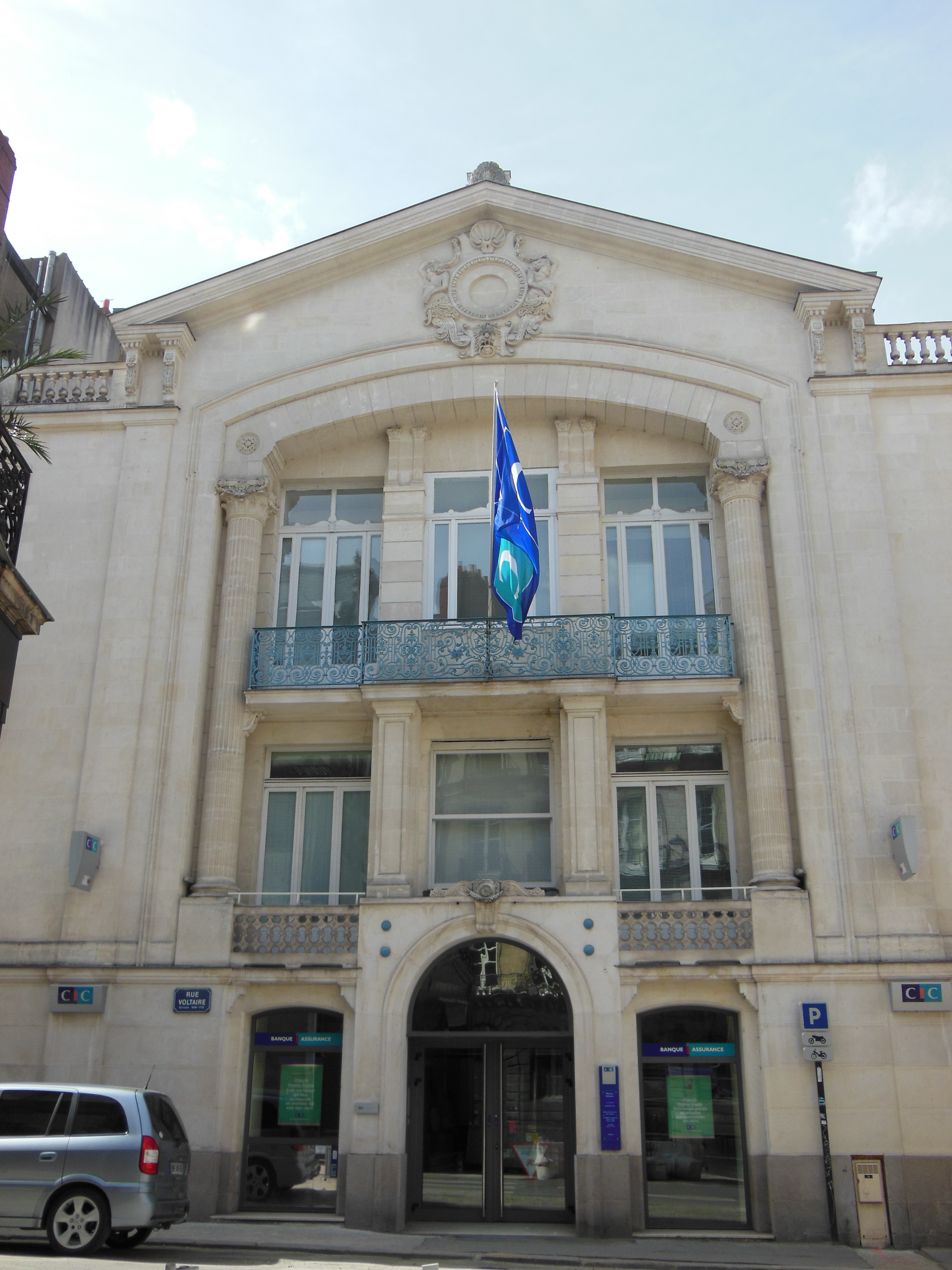
No 4 rue Voltaire, actuellement agence du CIC.